# Miami Open 2021 - Qualificazioni singolare maschile
Le qualificazioni del singolare maschile del Miami Open 2021 sono state un torneo di tennis preliminare per accedere alla fase finale della manifestazione. I vincitori dell'ultimo turno sono entrati di diritto nel tabellone principale. In caso di ritiro di uno o più giocatori aventi diritto a queste sono subentrati i lucky loser, ossia i giocatori che hanno perso nell'ultimo turno ma che avevano una classifica più alta rispetto agli altri partecipanti che avevano comunque perso nel turno finale.

## Teste di serie
1. Mackenzie McDonald (qualificato)
2. Thiago Seyboth Wild (qualificato)
3. Damir Džumhur (ultimo turno)
4. Cedrik-Marcel Stebe (primo turno)
5. Henri Laaksonen (primo turno)
6. Federico Gaio (ultimo turno)
7. Daniel Altmaier (primo turno, ritirato)
8. Gō Soeda (primo turno)
9. Brandon Nakashima (ultimo turno)
10. Jason Jung (ultimo turno)
11. Bernabé Zapata Miralles (primo turno)
12. Marc-Andrea Hüsler (ultimo turno)

1. Maxime Cressy (primo turno)
2. Paolo Lorenzi (qualificato)
3. Liam Broady (qualificato)
4. Danilo Petrović (primo turno)
5. Lorenzo Giustino (primo turno)
6. Alejandro Tabilo (qualificato)
7. Ivo Karlović (ultimo turno)
8. Frederico Ferreira Silva (primo turno)
9. Emilio Gómez (ultimo turno)
10. Thomas Fabbiano (qualificato)
11. Dmitry Popko (primo turno)
12. Mikael Torpegaard (primo turno)

## Qualificati
1. Mackenzie McDonald
2. Thiago Seyboth Wild
3. Alejandro Tabilo
4. Thanasi Kokkinakis
5. Thomas Fabbiano
6. Liam Broady

1. Shintaro Mochizuki
2. Emilio Nava
3. Ernesto Escobedo
4. Paolo Lorenzi
5. Miša Zverev
6. Bjorn Fratangelo

## Tabellone

### Legenda
| - Q = Qualificato - WC = Wild card - LL = Lucky loser | - ALT = Alternate - SE = Special Exempt - PR = Protected Ranking | - w/o = Walkover - r = Ritirato - d = Squalificato |

### Sezione 1
|  | Primo turno | Primo turno         | Primo turno         | Primo turno | Primo turno |  |  | Ultimo turno | Ultimo turno       | Ultimo turno       | Ultimo turno | Ultimo turno |  |
|  |             |                     |                     |             |             |  |  |              |                    |                    |              |              |  |
|  | 1           | Mackenzie McDonald  | Mackenzie McDonald  | 6           | 6           |  |  |              |                    |                    |              |              |  |
|  |             | Roberto Cid Subervi | Roberto Cid Subervi | 1           | 1           |  |  | 1            | Mackenzie McDonald | Mackenzie McDonald | 7            | 6            |  |
|  |             | Tatsuma Itō         | Tatsuma Itō         | 3           | 63          |  |  | 19           | Ivo Karlović       | Ivo Karlović       | 63           | 4            |  |
|  | 19          | Ivo Karlović        | Ivo Karlović        | 6           | 7           |  |  |              |                    |                    |              |              |  |

### Sezione 2
|  | Primo turno | Primo turno         | Primo turno         | Primo turno | Primo turno |  |  | Ultimo turno | Ultimo turno        | Ultimo turno        | Ultimo turno | Ultimo turno |  |
|  |             |                     |                     |             |             |  |  |              |                     |                     |              |              |  |
|  | 2           | Thiago Seyboth Wild | Thiago Seyboth Wild | 6           | 6           |  |  |              |                     |                     |              |              |  |
|  | WC          | Toby Kodat          | Toby Kodat          | 3           | 3           |  |  | 2            | Thiago Seyboth Wild | Thiago Seyboth Wild | 6            | 6            |  |
|  |             | Mitchell Krueger    | Mitchell Krueger    | 6           | 6           |  |  |              | Mitchell Krueger    | Mitchell Krueger    | 2            | 3            |  |
|  | 17          | Lorenzo Giustino    | Lorenzo Giustino    | 4           | 3           |  |  |              |                     |                     |              |              |  |

### Sezione 3
|  | Primo turno | Primo turno          | Primo turno          | Primo turno | Primo turno |  |  | Ultimo turno | Ultimo turno     | Ultimo turno | Ultimo turno | Ultimo turno |  |
|  |             |                      |                      |             |             |  |  |              |                  |              |              |              |  |
|  | 3           | Damir Džumhur        | Damir Džumhur        | 7           | 6           |  |  |              |                  |              |              |              |  |
|  |             | Ulises Blanch        | Ulises Blanch        | 6           | 4           |  |  | 3            | Damir Džumhur    | 6            | 3            | 4            |  |
|  |             | Thai-Son Kwiatkowski | Thai-Son Kwiatkowski | 3           | 4           |  |  | 18           | Alejandro Tabilo | 4            | 6            | 6            |  |
|  | 18          | Alejandro Tabilo     | Alejandro Tabilo     | 6           | 6           |  |  |              |                  |              |              |              |  |

### Sezione 4
|  | Primo turno | Primo turno              | Primo turno              | Primo turno | Primo turno |  |  | Ultimo turno | Ultimo turno           | Ultimo turno           | Ultimo turno | Ultimo turno |  |
|  |             |                          |                          |             |             |  |  |              |                        |                        |              |              |  |
|  | 4           | Cedrik-Marcel Stebe      | Cedrik-Marcel Stebe      | 65          | 3           |  |  |              |                        |                        |              |              |  |
|  |             | Mario Vilella Martínez   | Mario Vilella Martínez   | 7           | 6           |  |  |              | Mario Vilella Martínez | Mario Vilella Martínez | 5            | 1            |  |
|  |             | Thanasi Kokkinakis       | Thanasi Kokkinakis       | 6           | 7           |  |  |              | Thanasi Kokkinakis     | Thanasi Kokkinakis     | 7            | 6            |  |
|  | 20          | Frederico Ferreira Silva | Frederico Ferreira Silva | 1           | 63          |  |  |              |                        |                        |              |              |  |

### Sezione 5
|  | Primo turno | Primo turno     | Primo turno     | Primo turno | Primo turno |  |  | Ultimo turno | Ultimo turno    | Ultimo turno | Ultimo turno | Ultimo turno |  |
|  |             |                 |                 |             |             |  |  |              |                 |              |              |              |  |
|  | 5           | Henri Laaksonen | 62              | 6           | 1           |  |  |              |                 |              |              |              |  |
|  |             | Jenson Brooksby | 7               | 2           | 6           |  |  |              | Jenson Brooksby | 7            | 2            | 5            |  |
|  |             | Roberto Quiroz  | Roberto Quiroz  | 4           | 63          |  |  | 22           | Thomas Fabbiano | 5            | 6            | 7            |  |
|  | 22          | Thomas Fabbiano | Thomas Fabbiano | 6           | 7           |  |  |              |                 |              |              |              |  |

### Sezione 6
|  | Primo turno | Primo turno    | Primo turno    | Primo turno | Primo turno |  |  | Ultimo turno | Ultimo turno  | Ultimo turno | Ultimo turno | Ultimo turno |  |
|  |             |                |                |             |             |  |  |              |               |              |              |              |  |
|  | 6           | Federico Gaio  | Federico Gaio  | 6           | 6           |  |  |              |               |              |              |              |  |
|  |             | Brayden Schnur | Brayden Schnur | 4           | 1           |  |  | 6            | Federico Gaio | 65           | 7            | 2            |  |
|  | WC          | Shang Juncheng | 6              | 1           | 6           |  |  | 15           | Liam Broady   | 7            | 5            | 6            |  |
|  | 15          | Liam Broady    | 4              | 6           | 7           |  |  |              |               |              |              |              |  |

### Sezione 7
|  | Primo turno | Primo turno        | Primo turno        | Primo turno | Primo turno |  |  | Ultimo turno | Ultimo turno       | Ultimo turno       | Ultimo turno | Ultimo turno |  |
|  |             |                    |                    |             |             |  |  |              |                    |                    |              |              |  |
|  | 7           | Daniel Altmaier    | Daniel Altmaier    | 1           | r           |  |  |              |                    |                    |              |              |  |
|  | WC          | Shintaro Mochizuki | Shintaro Mochizuki | 4           |             |  |  | WC           | Shintaro Mochizuki | Shintaro Mochizuki | 6            | 6            |  |
|  |             | Marius Copil       | Marius Copil       | 3           | 4           |  |  | 21           | Emilio Gómez       | Emilio Gómez       | 1            | 2            |  |
|  | 21          | Emilio Gómez       | Emilio Gómez       | 6           | 6           |  |  |              |                    |                    |              |              |  |

### Sezione 8
|  | Primo turno | Primo turno       | Primo turno | Primo turno | Primo turno |  |  | Ultimo turno | Ultimo turno | Ultimo turno | Ultimo turno | Ultimo turno |  |
|  |             |                   |             |             |             |  |  |              |              |              |              |              |  |
|  | 8           | Gō Soeda          | Gō Soeda    | 3           | 4           |  |  |              |              |              |              |              |  |
|  |             | Renzo Olivo       | Renzo Olivo | 6           | 6           |  |  |              | Renzo Olivo  | 62           | 7            | 4            |  |
|  | WC          | Emilio Nava       | 3           | 6           | 6           |  |  | WC           | Emilio Nava  | 7            | 5            | 6            |  |
|  | 24          | Mikael Torpegaard | 6           | 3           | 2           |  |  |              |              |              |              |              |  |

### Sezione 9
|  | Primo turno | Primo turno         | Primo turno      | Primo turno | Primo turno |  |  | Ultimo turno | Ultimo turno      | Ultimo turno      | Ultimo turno | Ultimo turno |  |
|  |             |                     |                  |             |             |  |  |              |                   |                   |              |              |  |
|  | 9           | Brandon Nakashima   | 65               | 6           | 6           |  |  |              |                   |                   |              |              |  |
|  |             | Christopher Eubanks | 7                | 4           | 4           |  |  | 9            | Brandon Nakashima | Brandon Nakashima | 4            | 64           |  |
|  |             | Ernesto Escobedo    | Ernesto Escobedo | 6           | 6           |  |  |              | Ernesto Escobedo  | Ernesto Escobedo  | 6            | 7            |  |
|  | 13          | Maxime Cressy       | Maxime Cressy    | 3           | 4           |  |  |              |                   |                   |              |              |  |

### Sezione 10
|  | Primo turno | Primo turno   | Primo turno | Primo turno | Primo turno |  |  | Ultimo turno | Ultimo turno  | Ultimo turno  | Ultimo turno | Ultimo turno |  |
|  |             |               |             |             |             |  |  |              |               |               |              |              |  |
|  | 10          | Jason Jung    | 6           | 3           | 6           |  |  |              |               |               |              |              |  |
|  |             | Nicolas Mahut | 4           | 6           | 1           |  |  | 10           | Jason Jung    | Jason Jung    | 4            | 4            |  |
|  |             | João Menezes  | 6           | 65          | 1           |  |  | 14           | Paolo Lorenzi | Paolo Lorenzi | 6            | 6            |  |
|  | 14          | Paolo Lorenzi | 3           | 7           | 6           |  |  |              |               |               |              |              |  |

### Sezione 11
|  | Primo turno | Primo turno             | Primo turno             | Primo turno | Primo turno |  |  | Ultimo turno | Ultimo turno | Ultimo turno | Ultimo turno | Ultimo turno |  |
|  |             |                         |                         |             |             |  |  |              |              |              |              |              |  |
|  | 11          | Bernabé Zapata Miralles | Bernabé Zapata Miralles | 62          | 2           |  |  |              |              |              |              |              |  |
|  |             | Matteo Viola            | Matteo Viola            | 7           | 6           |  |  |              | Matteo Viola | 7            | 4            | 1            |  |
|  | WC          | Miša Zverev             | Miša Zverev             | 7           | 6           |  |  | WC           | Miša Zverev  | 65           | 6            | 6            |  |
|  | 16          | Danilo Petrović         | Danilo Petrović         | 63          | 2           |  |  |              |              |              |              |              |  |

### Sezione 12
|  | Primo turno | Primo turno        | Primo turno        | Primo turno | Primo turno |  |  | Ultimo turno | Ultimo turno       | Ultimo turno       | Ultimo turno | Ultimo turno |  |
|  |             |                    |                    |             |             |  |  |              |                    |                    |              |              |  |
|  | 12          | Marc-Andrea Hüsler | Marc-Andrea Hüsler | 6           | 7           |  |  |              |                    |                    |              |              |  |
|  |             | Facundo Mena       | Facundo Mena       | 2           | 5           |  |  | 12           | Marc-Andrea Hüsler | Marc-Andrea Hüsler | 0            | 1            |  |
|  |             | Bjorn Fratangelo   | Bjorn Fratangelo   | 7           | 6           |  |  |              | Bjorn Fratangelo   | Bjorn Fratangelo   | 6            | 6            |  |
|  | 23          | Dmitry Popko       | Dmitry Popko       | 5           | 2           |  |  |              |                    |                    |              |              |  |